# Estonská vlajka

Estonská vlajka
Poměr stran: 7:11

Estonská námořní válečná vlajka
Poměr stran: 7:13

Vlajka Estonska je horizontální trikolóra tří barev: modré, černé a bílé. Poměr stran vlajky je 7:11.
Barvy estonské vlajky symbolizovaly v původní verzi nebe (modrá barva), zemi (černá) a sníh (bílá), později však byly vykládány i odlišně.
Prezidentská vlajka je státní vlajka doplněná velkým státním znakem.

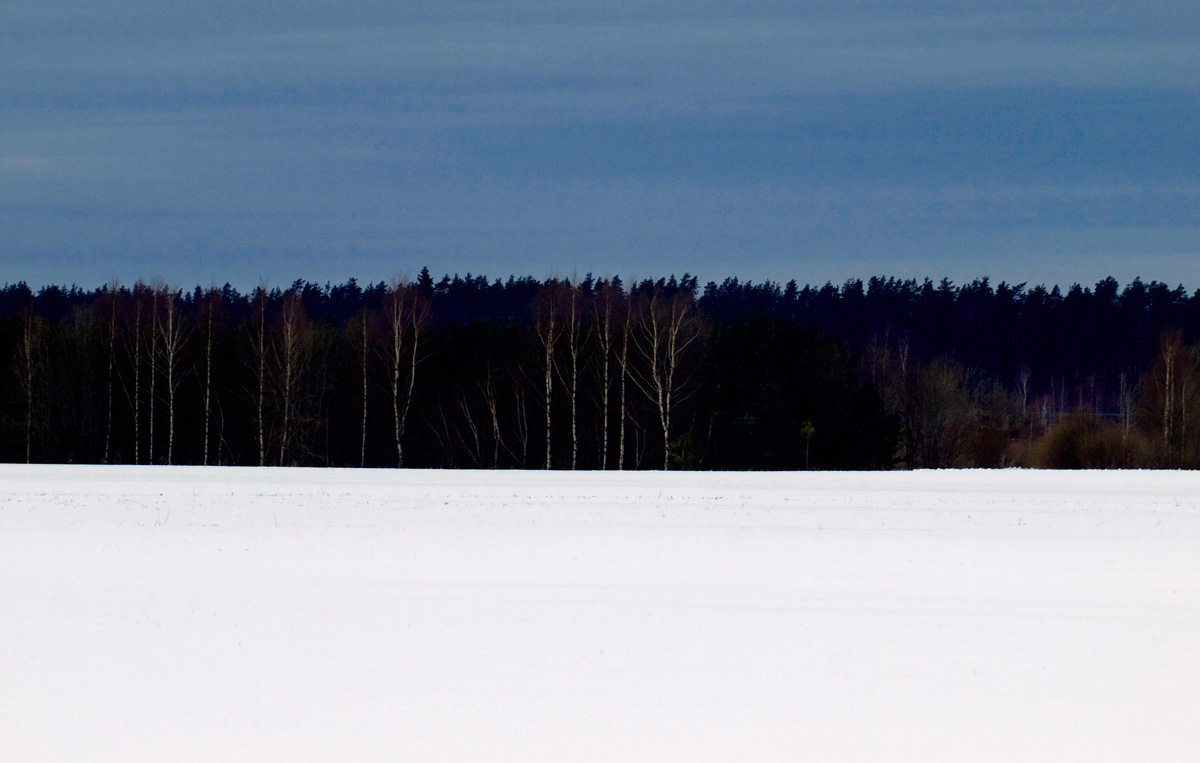
Zdroj estonské vlajky (sníh, les a obloha)
Vlajka estonského prezidenta Poměr stran: 7:11
Estonská lodní vlajka (Naval Jack) Poměr stran: 7:11

## Historie
Území dnešního Estonska bylo osídleno již v 1. století. V roce 1212 dobyli pevnost Toompea v dnešním Tallinnu Dánové a země se tak dostala pod jejich vliv. V roce 1219 bylo severní Estonsko připojeno k Dánsku a zbytek země ovládl řád livonských rytířů, který v roce 1237 spojil své území s územím řádu německých rytířů. Během livonských válek (1558–1583) bylo území rozděleno mezi Švédsko a Kuronsko. Po Severní válce (1721) připadlo Estonsko Rusku, které ho rozčlenilo na Estonskou (ve zdroji chybně uvedena Kuronská) na severu dnešního Estonska a Livonskou (dnešní jižní Estonsko) gubernii a začalo užívat ruskou vlajku.

Vlajka Ruského impéria v Estonsku (1721–1917) Poměr stran: 2:3
Vlajka Estonské gubernie v rámci Ruského impéria (1721–1917) Poměr stran: 2:3
Vlajka Livonské gubernie v rámci Ruského impéria (1721–1917) Poměr stran: 2:3

29. září 1881 bylo založeno v Tartu studentské sdružení Vironia (viz historický kraj Virumaa). Při této příležitosti byla poprvé vyvěšena modro-černo-bílá vlajka, shodná se současnou estonskou vlajkou. Podle jiného zdroje byla vlajka touto společností poprvé představena 4. června 1886 obyvatelům města Otepää.
Barvy symbolizovaly nebe, zemi a sníh. Tato vlajka díky pokrokovým myšlenkám sdružení znárodněla a stala se symbolem boje za nezávislost. V roce 1896 byla zakázána ale po bolševické revoluci (7. listopadu 1917), oddělení Estonska od Ruska (28. listopadu 1917) a vyhlášení nezávislosti (24. února 1918) byla (až) 27. června 1922 uzákoněna státní vlajkou. Poměr stran byl stanoven na 7:11. Barvy ale byly vykládány odlišně: modrá symbolizovala vzájemnou důvěru a věrnost, černá předchůdce Estonců a bílá touhu po svobodě.
21. června 1940 obsadila sovětská vojska na základě smlouvy s hitlerovským Německem Pobaltí. O den později byla připojena nově vzniklá Estonská sovětská socialistická republika k Sovětskému svazu a zavedena nová vlajka svazové republiky podle vzoru sovětské vlajky a použití dosavadní vlajky bylo zakázáno. Nová vlajka byla tvořena červeným listem o poměru stran 1:2 se žlutým srpem a kladivem v horním rohu, nad kterým byly žluté iniciály ENSV (estonsky Eesti Nõukogude Sotsialistlik Vabariik). Na mezinárodním poli se užívala pouze sovětská vlajka.
V letech 1941–1944 bylo území okupováno Německem (patřilo pod Říšský komisariát Ostland) a užívalo jeho vlajku. Poté byly vráceny předválečné vlajky.
6. února 1953 byla zavedena nová vlajka Estonské SSR. Vlajku o poměru stran 1:2 tvořil nadále červený list se srpem a kladivem v horním rohu. Nad ně přibyla červená, žlutě lemovaná, pěticípá hvězda stejně jako na sovětské vlajce. V dolní části byla vlajka doplněna modrým, zvlněným pruhem a přes něj ještě dvěma úzkými, bílými (stejně zvlněnými) proužky.

Sovětská vlajka v Estonsku (1940–1941, 1944–1990) Poměr stran: 1:2
Vlajka Estonské SSR (1940–1941, 1944–1953) Poměr stran: 1:2
Německá vlajka v Estonsku (1941–1944) Poměr stran: 3:5
Vlajka Estonské SSR (1953–1990) Poměr stran: 1:2

Při velkých společenských změnách v Sovětském svazu v druhé polovině 80. let bylo usnesením Estonského nejvyššího sovětu povoleno 23. června 1988 užívat tradiční estonské vlajky. Charakter státní vlajky však měla i nadále vlajka Estonské SSR. 12. března 1990 vyhlásilo Estonsko svrchovanost v rámci Sovětského svazu. 8. května 1990 byl název země změněn na Estonská republika a byl přijat zákon o státní symbolice. 16. října 1990 byla vlajka s konečnou platností uzákoněna v podobě z let 1922–1940. 20. srpna 1991 pak byla vyhlášena úplná nezávislost.

## Nepřijaté návrhy

Nepřijatý návrh estonské vlajky vycházející z nordického kříže (1919) Poměr stran: 5:8
Nepřijatý návrh estonské vlajky vycházející z nordického kříže (2001)
Nepřijatý návrh estonské vlajky vycházející z nordického kříže (2001)

## Vlajky estonských krajů

Estonské kraje

Estonsko je členěno na 15 krajů (estonsky maakond), které mají své vlajky. Vlajky krajů jsou tvořeny bílo-zelenou bikolórou, kde jsou v bílém pruhu umístěny znaky příslušných krajů. Názvy oblastí jsou na různých mapách uvedeny s koncovkou -maa, označující estonský kraj. Všechny vlajky krajů mají poměr stran 7:11.

Harjumaa Poměr stran: 7:11
Hiiumaa Poměr stran: 7:11
Ida-Virumaa Poměr stran: 7:11
Järvamaa Poměr stran: 7:11
Jõgevamaa Poměr stran: 7:11
Läänemaa Poměr stran: 7:11
Lääne-Virumaa Poměr stran: 7:11
Pärnumaa Poměr stran: 7:11
Põlvamaa Poměr stran: 7:11
Raplamaa Poměr stran: 7:11
Saaremaa Poměr stran: 7:11
Tartumaa Poměr stran: 7:11
Valgamaa Poměr stran: 7:11
Viljandimaa Poměr stran: 7:11
Võrumaa Poměr stran: 7:11